# Erik Kleinlein
Pour les articles homonymes, voir Kleinlein.
Erik Kleinlein né le 3 décembre 2001, est un joueur allemand de hockey sur gazon. Il évolue au poste de milieu de terrain au Mannheimer HC et avec l'équipe nationale allemande.

## Carrière
Il a débuté en équipe première le 12 mai 2021 contre la Grande-Bretagne à Londres lors de la Ligue professionnelle 2020-2021.

## Palmarès
- : 2e à la Coupe du monde U21 en 2021
- : 2e à l'Euro U21 en 2022
- : 3e à la Ligue professionnelle 2020-2021